# Coupe Spengler 1983
Navigation
Édition précédente Édition suivante
La Coupe Spengler 1983 est la 57e édition de la Coupe Spengler. Elle se déroule en décembre 1983 à Davos, en Suisse.

## Règlement du tournoi
Les équipes sont regroupés au sein d'un seul groupe. Les équipes jouent un match contre chacune des autres équipes. Le premier de la poule est déclaré vainqueur de la Coupe Spengler.

## Résultats des matchs et classement
| Clt   | Équipe           | PJ | V | D | N | BP | BC | Pts |
| ----- | ---------------- | -- | - | - | - | -- | -- | --- |
| +001, | Dinamo Moscou    | 4  | 4 | 0 | 0 | 27 | 9  | 8   |
| +002, | Dukla Jihlava    | 4  | 3 | 1 | 0 | 20 | 13 | 6   |
| +003, | HC Davos         | 4  | 2 | 2 | 0 | 24 | 22 | 4   |
| +004, | Schwenningen ERC | 4  | 0 | 3 | 1 | 13 | 23 | 1   |
| +005, | Jokerit Helsinki | 4  | 0 | 3 | 1 | 17 | 34 | 1   |

- Vainqueur de la compétition